# Kelly West (krater)
Kelly West – krater uderzeniowy na Terytorium Północnym w Australii. Skały tego krateru nie są widoczne na powierzchni ziemi.
Krater ma średnicę 10 km, powstał dawniej niż 550 milionów lat temu (ediakar), w podłożu zbudowanym z metasedymentów. Jest silnie zerodowany, o jego pochodzeniu świadczy występowanie stożków zderzeniowych.